# Fabián Andrés González Lasso
Fabián Andrés González Lasso (Puerto Tejada, 23 novembre 1992) è un calciatore colombiano, attaccante dell'Omiya Ardija.

## Carriera

### Club
Ha debuttato fra i professionisti con il Deportivo Pasto il 2 giugno 2013, disputando l'incontro di Categoría Primera A pareggiato 1-1 contro il Rionegro Águilas.
Il 15 gennaio 2021 è stato acquistato a titolo definitivo dalla squadra giapponese del Júbilo Iwata.

## Statistiche

### Presenze e reti nei club
Statistiche aggiornate al 22 gennaio 2021.
| Stagione                 | Squadra                  | Campionato               | Campionato | Campionato | Coppe nazionali | Coppe nazionali | Coppe nazionali | Coppe continentali | Coppe continentali | Coppe continentali | Altre coppe | Altre coppe | Altre coppe | Totale | Totale |
| Stagione                 | Squadra                  | Comp                     | Pres       | Reti       | Comp            | Pres            | Reti            | Comp               | Pres               | Reti               | Comp        | Pres        | Reti        | Pres   | Reti   |
| ------------------------ | ------------------------ | ------------------------ | ---------- | ---------- | --------------- | --------------- | --------------- | ------------------ | ------------------ | ------------------ | ----------- | ----------- | ----------- | ------ | ------ |
| 2013                     | Deportivo Pasto          | A                        | 7          | 0          | CC              | 5               | 0               | CS                 | 0                  | 0                  |             | -           | -           | 12     | 0      |
| 2014                     | Deportivo Pasto          | A                        | 0          | 0          | CC              | 0               | 0               |                    | -                  | -                  |             | -           | -           | 0      | 0      |
| Totale Deportivo Pasto   | Totale Deportivo Pasto   | Totale Deportivo Pasto   | 7          | 0          |                 | 5               | 0               |                    | 0                  | 0                  |             | -           | -           | 12     | 0      |
| 2015                     | La Equidad               | A                        | 8          | 1          | CC              | 3               | 2               |                    | -                  | -                  |             | -           | -           | 11     | 3      |
| 2016                     | Sport Áncash             | SD                       | 20         | 9          |                 | -               | -               |                    | -                  | -                  |             | -           | -           | 20     | 9      |
| 2017                     | Ayacucho                 | L1                       | 11         | 0          |                 | -               | -               |                    | -                  | -                  |             | -           | -           | 11     | 0      |
| 2017                     | Academia Cantolao        | L1                       | 13         | 0          |                 | -               | -               |                    | -                  | -                  |             | -           | -           | 13     | 0      |
| 2018                     | Academia Cantolao        | L1                       | 39         | 21         |                 | -               | -               |                    | -                  | -                  |             | -           | -           | 39     | 21     |
| Totale Academia Cantolao | Totale Academia Cantolao | Totale Academia Cantolao | 52         | 21         |                 | -               | -               |                    | -                  | -                  |             | -           | -           | 52     | 21     |
| 2019                     | Millonarios              | A                        | 33         | 6          | CC              | 5               | 2               |                    | -                  | -                  |             | -           | -           | 38     | 8      |
| 2020                     | Atlético Nacional        | A                        | 15         | 2          | CC              | 1               | 1               | CS                 | 3                  | 0                  |             | -           | -           | 19     | 3      |
| Totale carriera          | Totale carriera          | Totale carriera          | 146        | 39         |                 | 14              | 5               |                    | 3                  | 0                  |             | -           | -           | 163    | 44     |

## Palmarès

### Club

#### Competizioni nazionali
- J2 League: 1

Júbilo Iwata: 2021